# 沢樹くるみ
沢樹 くるみ（さわき くるみ、1978年2月11日 - ） は日本の女優。元・宝塚歌劇団花組娘役。神奈川県川崎市麻生区出身。所属160cm。血液型はO型。

## 略歴
- 1994年、宝塚音楽学校に入学。
- 1996年、82期生として宝塚歌劇団に入団。入団時の成績は38人中18番[1]。『CAN-CAN』で初舞台を踏み、同年5月8日[1]、花組に配属。
- 入団1年目にして、『ハウ・トゥー・サクシード』新人公演にて初ヒロインを務め、その後も新人公演ヒロインや、バウホールヒロインを演じる。
- 2002年8月22日[1]、『月の燈影』の東京特別公演千秋楽を最後に宝塚歌劇団を退団。
- 退団後は女優としてジャンクションに所属し、主に舞台を中心に活躍していたが、2010年3月8日に自身のブログで女優業を引退することを表明した。[2]
- 女優業引退後は舞台制作スタッフ側に回り、2010年7月の弾丸MAMAER公演『上等な、死因』では、制作スタッフの一員としてクレジットされた。[3]

## 出演

### 宝塚歌劇団時代の主な舞台
- 1996年「CAN-CAN」（初舞台）
- 1996年「ハウ・トゥー・サクシード」（新人公演初ヒロイン）
- 1998年「SPEAKEASY」（新人公演ヒロイン）
- 1999年「冬物語」（初バウホールヒロイン）
- 2001年「ミケランジェロ」（新人公演ヒロイン）
- 2002年「琥珀色の雨にぬれて」　ジュヌヴィエーヴ役
- 2002年「風と共に去りぬ」　スエレン役（日生劇場）
- 2002年「月の燈影」（バウホールヒロイン、退団公演）

### 宝塚歌劇団退団後の主な舞台
- 2003年 「人魚姫」つぐみ役＜主演＞（ブディストホール）
- 2004年 「王妃マルゴ」マルゴ役＜主演＞（ブディストホール）
- 2005年 「瓶詰サーカス」麗華役＜ヒロイン＞
- 2005年 関ジャニ∞ 「Magical Summer」マーガレット役（大阪松竹座）
- 2006年 30-DELUX公演「オレノカタワレ」印南風子役（シアターサンモール）
- 2006年 劇団OPA「飛龍伝2006」神林美智子役＜主演＞（俳優座劇場）
- 2007年 「ジャンクションLIVE Vol.1〜開けちゃった編〜」（新宿村LIVE）
- 2007年 「絢爛とか爛漫とか」野村文香役（赤坂RED/THEATER）
- 2007年 omnibus reading performance「アンバランス」（赤坂RED/THEATRE）
- 2008年 少年社中「カゴツルベ」花魁八ツ橋役（吉祥寺シアター）
- 2009年 弾丸MAMAER「デマゴギー226」千代役（中野ザ・ポケット）
- 2010年 弾丸MAMAER「喪服の時間」（なかのZERO小ホール）

### TVドラマ
- 2007年 「きらきら研修医10話」看護士役（TBS）
- 2009年 「陽炎の辻2　新春SP」（NHK）

### 映画
- 2004年 「呪霊」悦子役（白石晃士監督）
- 2008年 「子猫の涙」慶子役（森岡利行監督）

### CM
- 2004年 日清食品「グータ」
- 2004年 NTTコミュニケーションズ「0033」
- 2008年 「東急リバブル」
- 2008年 エバラ食品工業「キムチの鍋の素マイルド」
- 2009年 3M「Scotch-Brite」
- 2009年 エバラ「キムチの鍋の素マイルド」

### Web
- 2004年 「ドリームバイザードットコム」経済ニュースキャスター